# Симеон Јуродиви
Свети Симеон Јуродиви (Симеон Емески, Симеон Палестински, Симеон јуродиви Христа ради) - хришћански монах, пустињак, јуродиви и светитељ 6. века. 
Свети Симеон се родио око 522. године, у време цара Јустинијана. Рођен је у имућној породици и живео је у граду Едеси до своје 30. године.
Замонашио се у манастиру аве Герасима. Симеон је заједно са својим пријатељем Јованом провео око 29 година у пустињи близу Мртвог мора. Након тога је дошао у град Емесу, где је својим чудним понашањем и имитацијом лудила покушао да привуче пажњу становништва, разоткрије грешнике и преобрати их од греха.
Ходао је као хром, трчао скачући, пузао, саплитао, падао... На сличан начин је често разобличавао грехе и одвраћао људе од њих, а ради опомене неког човека, викао би, и давао предвиђања, мењајући свој глас и изглед.
Симеонов циљ је, према изворима, био да спасе људске душе сталним исмевањем, чудима која се чине на кловновски начин и давањем савета. Осим тога, хтео је да сакрије своју врлину да не би имао ни похвале ни почасти од људи.
Симеон је умро око 570. године и сахранила га је сиротиња града на гробљу за бескућнике и странце. Према речима неких очевидаца, када је светитељево тело однето у гроб, зачуло се црквено певање непознатог порекла. Тек после смрти Светог Симеона, постала је позната тајна његовог подражавања безумља, што је шокирало и довело до каснијег покајања многих становника града Емесе.
По сведочењу Леонтија из Напуља са Крита, многи становници града су се обратили вери у Христа и покајали се под утицајем светитеља. Такође је заслужан за чудесна исцељења болесника, проповедање и храњење гладних. Живот Симеона је, према теологу Калисту Вареу, епископу диоклијском, обухватио „најкарактеристичније идеје за православно предање о светом јуродиву Христа ради“.
Православна црква прославља Симеона Јуривог 3. августа (21. јула по јулијанском календару).